# La 27e Région
 (octobre 2015).

La 27e Région est une association française créée en 2008 qui entend mettre en œuvre différents 
chantiers de politique publique dans des collectivités territoriales. 
Depuis novembre 2014, la 27e Région a ouvert Superpublic : un lieu destiné à agglomérer les différentes initiatives d'innovation publique. Situé au 4 rue La Vacquerie à Paris (75011), ce lieu accueille des événements publics ou privés, organisés sous l'impulsion de la 27e Région ou par des acteurs de l'innovation publique qui en auraient fait la demande.

## Origine du projet
Une autre gouvernance des politiques publiques est possible : c'est l'avis qui a impulsé la création de l'association en 2008,. Grâce à une alliance entre l'Association des Régions de France (ARF) et la Fing, la 27e Région obtient notamment des financements pour démarrer son activité auprès de la Caisse des Dépôts[réf. nécessaire].  En 2012, l'association devient indépendante et neuf premières régions adhérent Aquitaine, Bourgogne, Bretagne, Centre, Champagne-Ardenne, Nord-Pas-de-Calais, Pays de la Loire, Provence-Alpes-Côte d’Azur, Rhône-Alpes. 
L'activité de l'association concerne également des départements, des villes, des agglomérations ainsi que l’État.

## Programmes

### Territoires en résidences
Fondé en 2009, Territoires en Résidences est le premier programme développé par la 27e Région. Les projets de résidences se déroulent en trois fois une semaine. Ils ont pour but de repenser l'action publique, en proposant une alternative aux recours habituels des acteurs publics (étude, consulting, évaluation...). Les territoires ont déjà eu lieu dans des médiathèques, des gares, des lycées, des hôpitaux... Leurs observations s'appuient sur l'usager. L'équipe observe les lieux et leurs usagers, puis incluent les citoyens et les agents administratifs dans la réflexion, afin de proposer des modifications concrètes.

### La Transfo
La Transfo a été initiée en 2011 afin de travailler avec les collectivités partenaires de l'association sur la création de leur propre laboratoire d'innovation. Pendant dix semaines, sur deux ou trois ans, la 27e Région avec une équipe pluridisciplinaire se rend sur place afin d'initier un laboratoire provisoire au sein de l'administration. L'équipe travaille avec les agents, les élus, les citoyens et l'écosystème territorial sur un thème donné afin de le tester directement sur place.

### Superpublic: un tiers-lieu consacré à l'innovation publique
L'inauguration de Superpublic a été un événement, notamment marqué par la présence de Marylise Lebranchu, Ministre de la Décentralisation et de la Fonction Publique, d’Emmanuel Grégoire, adjoint à la Maire de Paris, d’Alain Rousset, président de l’ARF, de Laure de La Breteche, Secrétaire Générale à la Modernisation de l’Action Publique, et de Christian Paul, député de la Nièvre et président de la 27e Région .

#### Positionnement commetiers-lieu
En donnant aux acteurs de l'innovation publique un espace pour se rencontrer, créer des événements ou découvrir des initiatives, Superpublic veut correspondre à la définition d'un tiers-lieu : Superpublic est un espace de 300 m2 qui se compose d'une grande salle, où l'on trouve les bureaux de la 27e Région puis quatre salles qui peuvent accueillir des événements et réunions. On y trouve également une cuisine. Le lieu est partagé avec des designers et agences de design, ainsi que quelques coworkers, dont certains du SGMAP.